# (36689) 2000 RM5
2000 RM5 (asteroide 36689) é um asteroide da cintura principal. Possui uma excentricidade de 0.14201300 e uma inclinação de 5.38671º.
Este asteroide foi descoberto no dia 1 de setembro de 2000 por LINEAR em Socorro.